# خانه سانتا مارتا
خانه سانتا مارتا، ساختمان نسبتاً جدیدی است که سال ۱۹۹۶ میلادی در واتیکان بازسازی و بازگشایی شد. این ساختمان که در پشت کلیسای سنت پیتر واقع شده است، به درخواست پاپ ژان پل دوم بازسازی شد تا به‌عنوان مهمان‌خانه برای مقاماتی که از سریر مقدس بازدید می‌کردند و همچنین به‌عنوان سکونتگاهی برای کاردینال‌ها مورد استفاده قرار گیرد. طبق قانون کلیسای کاتولیک، این مکان در طول گردهمایی محرمانه، محل اقامت رسمی و اجباری کاردینال‌ها محسوب می‌شد و پاپ فرانسیس به جای کاخ حواری از یکی از اتاق‌های آن به‌عنوان محل اقامت پاپ خود استفاده کرده است. نام این مکان از سنت مارتا، یکی از میزبانان حضرت عیسی (ع) طبق عهد جدید، الهام گرفته شده است.